# Severino Seeger
Severino Seeger (* 28. November 1986 in Frankfurt am Main) ist ein deutscher Popsänger. Er wurde 2015 als Sieger der 12. Staffel der RTL-Castingshow Deutschland sucht den Superstar (DSDS) bekannt und verwendet als Künstlernamen seinen Vornamen Severino.

## Leben
Severinos Mutter ist eine deutsche Sintiza, sein Vater war Italiener; er starb, als sein Sohn 15 Jahre alt war. 
Eine Ausbildung zum Friseur brach Severino ab. Danach arbeitete er als Lagerist und später als Mitarbeiter eines Call-Centers. Er trat mit einer Blues-Brothers-Coverband als Sänger auf Festen auf. Mit seiner Band Sev’n Beat spielte er seit 2014 eigene Kompositionen.
Severino lebt seit 2017 in Büdingen.
Er heiratete 2014 und hat eine eheliche Tochter (* 2014) sowie eine weitere Tochter aus einer früheren Beziehung. Seine Frau und er trennten sich im November 2018.
Im Juni 2015 wurde er nach einem Geständnis wegen gewerbs- und bandenmäßigem Betrug zu einem Jahr und neun Monaten Haft auf Bewährung verurteilt. Die Richter erlegten ihm die Wiedergutmachung des durch ihn verursachten Schadens in Höhe von 25.000 Euro auf.

## Karriere
2015 nahm Severino an der zwölften Staffel  von Deutschland sucht den Superstar teil. Er gewann im Finale gegen Viviana Grisafi mit 59 % der Anrufe. Mit Ausnahme der ersten erhielt er bei allen folgenden Event-Shows die meisten Zuschaueranrufe. Für seinen Sieg bei DSDS erhielt er 500.000 Euro und einen Plattenvertrag bei Universal Music. Sein von Dieter Bohlen produzierter Siegersong Hero of My Heart wurde am selben Abend zum Download bereitgestellt und erreichte Platz 10 der deutschen Charts. Dies war die bis dahin schlechteste Chartplatzierung eines DSDS-Siegersongs. Bereits in der Folgewoche wurde die zweite Single Love Me Like This veröffentlicht. Obwohl er den Song bei Let’s Dance vorstellte, verfehlte die Platte den Charteinstieg.
Nach seiner Verurteilung wegen gewerbs- und bandenmäßigen Betrugs beendete RTL  die Zusammenarbeit mit Seeger. Im Juli 2015 wurden neun von zehn Konzerten seiner Unchained-Tournee in Deutschland abgesagt. Nur noch das Konzert in Mannheim fand am 18. Oktober wie geplant statt.

## Soziales Engagement
Seit November 2016 engagiert sich Severino für den gemeinnützigen Verein Subsidium e. V. Der Verein kümmert sich um die Wiedereingliederung straffällig gewordener Menschen.

## Diskografie

### Alben
- 2015: Severino

### Singles
- 2015: Hero of My Heart
- 2015: Love Me Like This
- 2016: Flieg mit mir
- 2017: Do You Love Me
- 2020: Du bist meine Eins
- 2020: Lambada
- 2021: Lieb Mich
- 2022: Immer für dich – Sempre per te
- 2023: Purple Rain
- 2023: Jetzt bist du mein